# Uriol Núñez
Uriol Nunez (13 dicembre 1963) è un ex giocatore di calcio a 5 uruguaiano.

## Carriera
Con la nazionale maschile di calcio a 5 dell'Uruguay Núñez ha disputato il FIFA Futsal World Championship 1996 in cui la selezione sudamericana è stata eliminata nel girone del secondo turno comprendente Brasile, Ucraina e Paesi Bassi.